# Hully Gully (attractie)

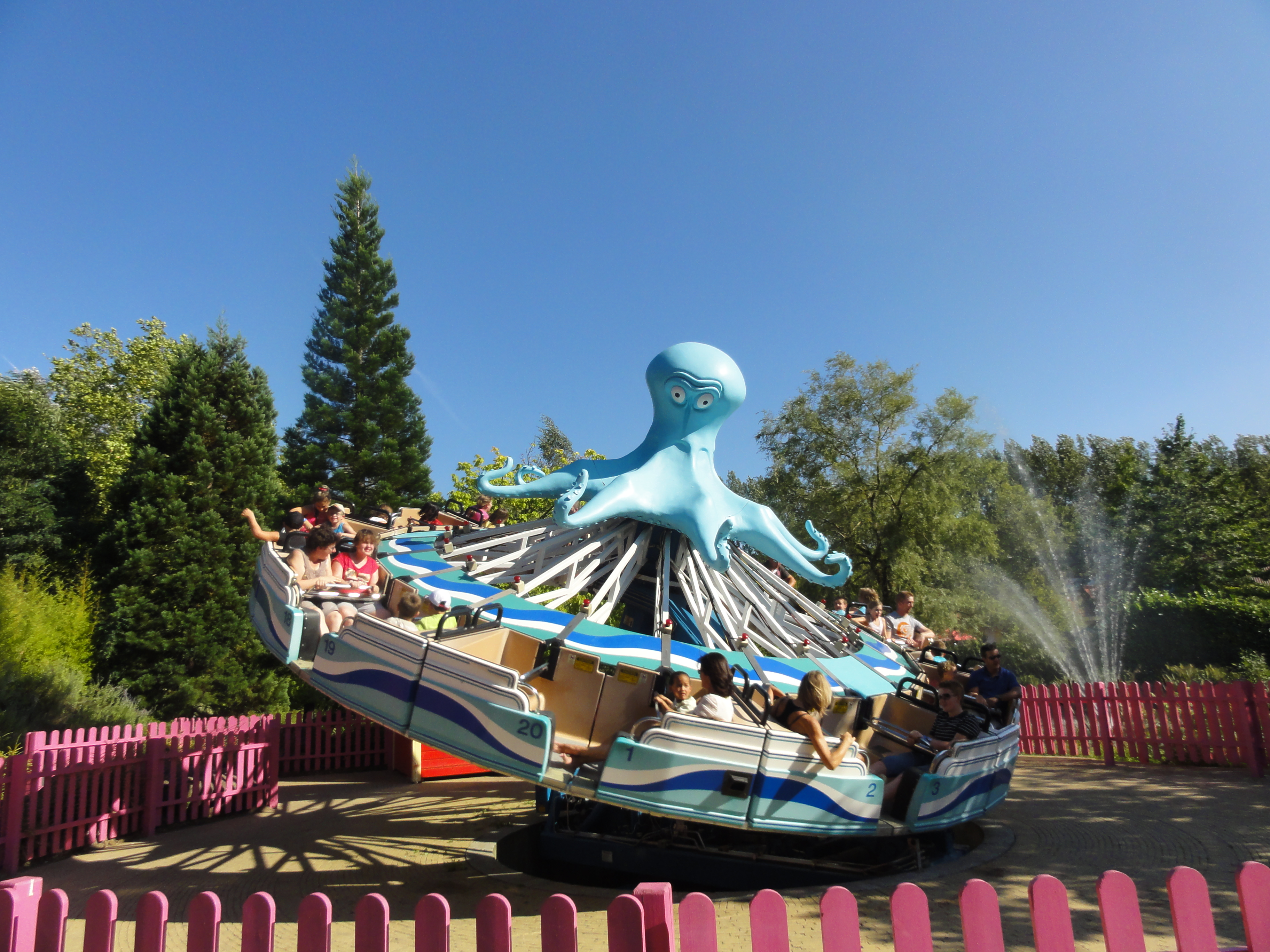
Octopus, Walibi Belgium

De Hully Gully of Wipeout is een ouderwets attractietype dat vroeger veelvuldig voorkwam op kermissen. De Hully Gully kan min of meer beschouwd worden als opvolger van de rupsbaan.

## Werking
Net zoals in de rupsbaan draaien gondels rond in een carrousel. Het verschil hier is echter, dat de gehele carrousel als de attractie eenmaal draait aan één zijde hydraulisch omhoog wordt getild. De carrousel met haar gondels komt zo schuin te staan. Bezoekers van de attractie draaien op deze manier niet alleen rond, maar maken ook hoogteverschillen doordat de middelbouw met de hydraulische cilinder ook ronddraait. Hiermee valt dit attractietype dan ook onder de spin 'n puke-attracties. Toen de Hully Gully rond 1970 verscheen, was hij erg populair op kermissen. Dit kwam vooral omdat hij net weer wat heftiger was dan de al bestaande Rupsbaan en Muziek-express. Sommige Hully-Gully's rijden naast vooruit ook achteruit. Tevens zijn er Hully-Gully's bekend waar men in moet staan in de plaats van zitten.
De naam is net zoals bij veel andere attractietypes ontleend aan een dans, in dit geval de gelijknamige dans.

## Heden
De Hully Gully staat heden ten dage niet vaak meer op kermissen. Dit komt vooral omdat de Hully Gully in de jaren negentig aan heftigheid voorbij is gestreefd door attracties als de enterprise en breakdance. Enkele pretparken hebben nog wel een Hully Gully in hun park staan, waaronder Octopus in Walibi Belgium en Hully Gully in De Waarbeek te Hengelo (Ov). Op de Nederlandse kermissen reist er anno 2013/2014 nog maar één rond.